# Dadizele
Dadizele (plaatselijk: Deizel of Deisel) is een dorp in de Belgische provincie West-Vlaanderen en een deelgemeente van Moorslede, het was een zelfstandige gemeente tot aan de gemeentelijke herindeling van 1977. Het is een landelijke plaats die sinds de 14de eeuw vooral gekend is door het bedevaartsoord. De neogotische basiliek, die de oorspronkelijke laatgotische kerk (15de eeuw) vervangt, werd gebouwd tussen 1860 en 1892 naar de plannen van de Engelse architect Edward Welby Pugin. Er is in Dadizele een beperkte industriële activiteit.

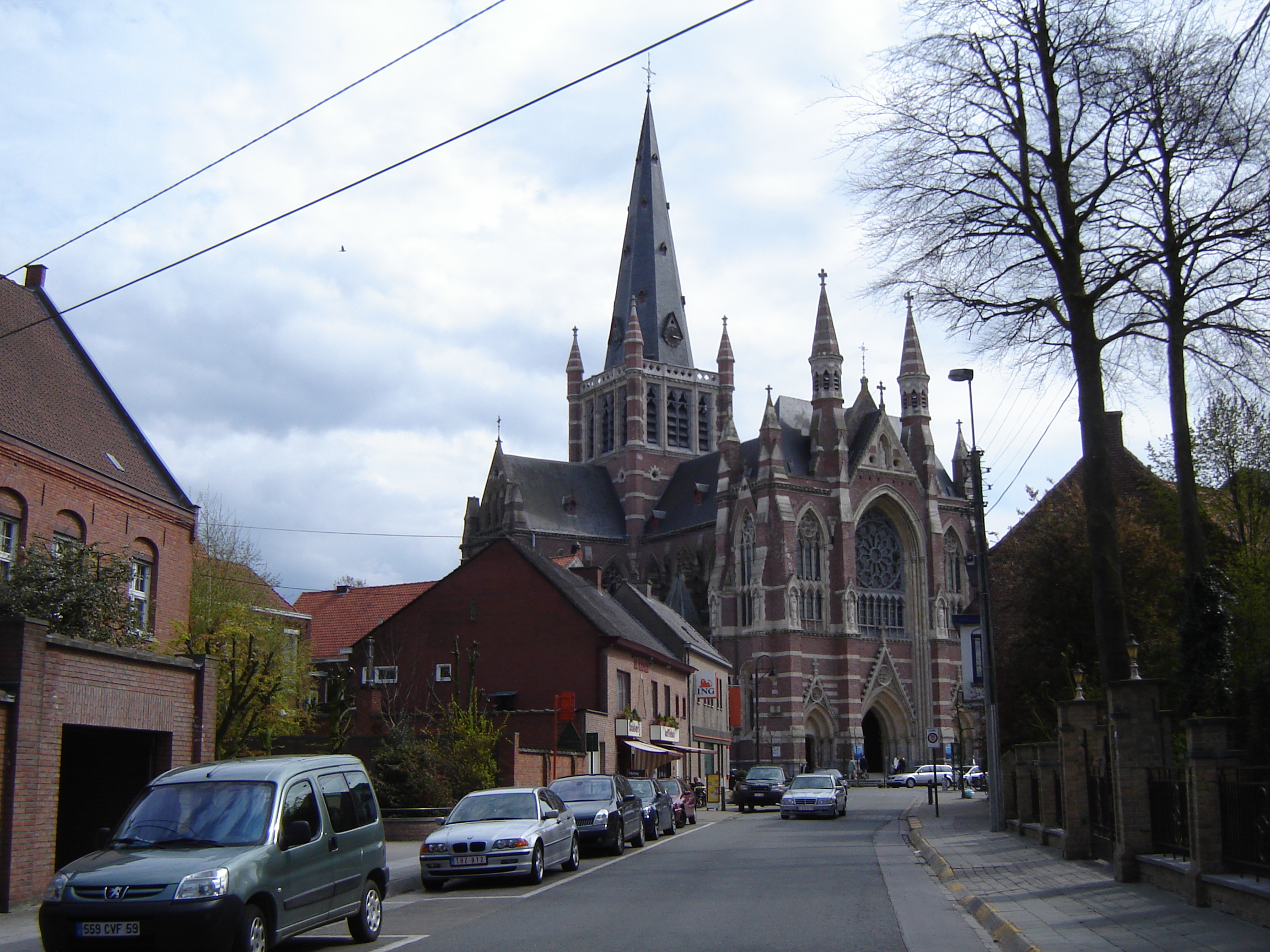
Het dorpscentrum van Dadizele met de basiliek

Inwoners van Dadizele worden Pompeschitters genoemd, naar het beeld in het Torreke en het verhaal dat aan dit beeld (de Pompeschitter) vasthangt. Het woord Dadizele wordt in het lokale dialect als Deizel of Daisel uitgesproken.

## Geschiedenis
Dadizele werd voor het eerst vermeld in 1147, als Dadingisila, wat zoiets als woning van Dado betekent.
Dadizele was een hoge heerlijkheid, behorend tot de Kasselrij van Kortrijk. Tot 1478 was ze in bezit van de familie Van Dadizele, bekend vanaf de 12e eeuw. 
De voornaamste burger van Dadizele was Jan van Veerdeghem, beter bekend is als Jan III van Dadizele, die in 1479 tot ridder werd geslagen door aartshertog Maximiliaan van Oostenrijk. Hij werd in 1481 te Antwerpen vermoord. Zijn praalgraf staat in de crypte van de basiliek van Dadizele. Hij speelde een voorname rol in de beheersing van de conflicten tussen de aartshertog en de steden en tussen de aartshertog en de Franse koning Lodewijk XI.
Dadizele heeft in ernstige mate met de beeldenstorm te maken gehad. Ook nadien had het dorp van diverse veldtochten en plunderingen te lijden.
Omstreeks 1900 werd de dorpskern vernieuwd, waarbij de kerk vrijgelegd werd. Tijdens de Eerste Wereldoorlog lag Dadizele aan de grens van het front, en er verschenen tal van Duitse bunkers. In 1917 werd de dorpskern grotendeels vernield. Bij de wederopbouw werd het oorspronkelijke stratenplan zoveel mogelijk aangehouden.

## Demografische ontwikkeling
- Bronnen:NIS, Opm:1831 tot en met 1970=volkstellingen; 1976 = inwoneraantal op 31 december

## Geografie
Dadizele ligt in Zandlemig Vlaanderen op een hoogte van ongeveer 25 meter. De Heulebeek stroomt op de grens van Dadizele met Moorslede en Ledegem in oostelijke richting.

## Bezienswaardigheden
- De basiliek van Onze-Lieve-Vrouw van Dadizele, met bedevaarten in de maanden mei en september
- Grote Ommegang, met Spaanse kapel
- Kleine Ommegang
- het Dadipark, het oudste pretpark van België met een van de langste loopbruggen van België, gesloopt
- Mariënstede (kasteel met park: rosarium en gemeentelijk domein "Het Torreke")
- Dadizeele New British Cemetery, een Brits militair kerkhof met gesneuvelden uit de Eerste Wereldoorlog
- De heemkundige kring Dadingisila bevat het uniek archief van het kasteel met documenten vanaf de 15e eeuw in verband met Dadizele en vele gemeenten van West-Vlaanderen en Noord-Frankrijk

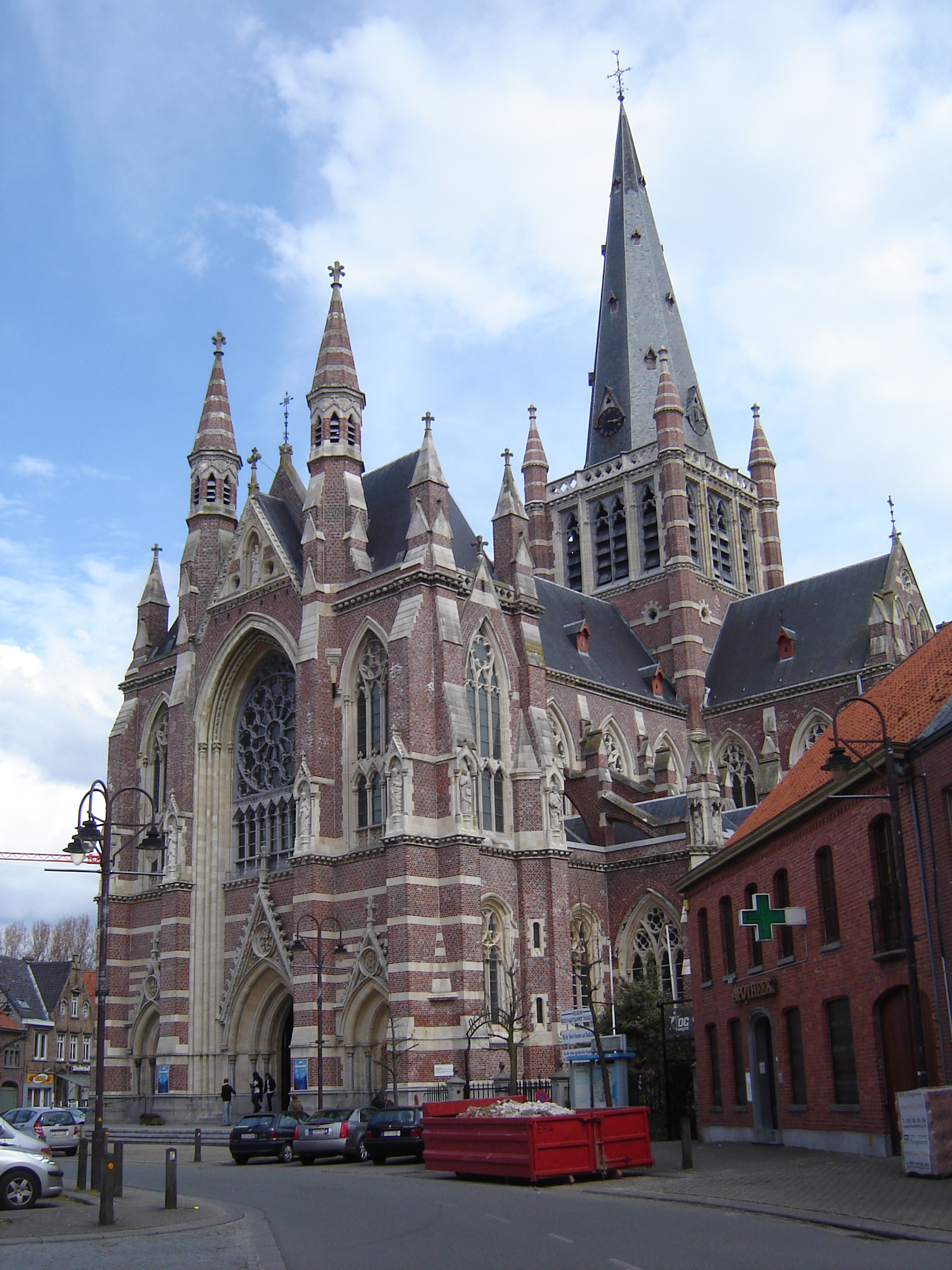
Basiliek van Onze-Lieve-Vrouw van Dadizele
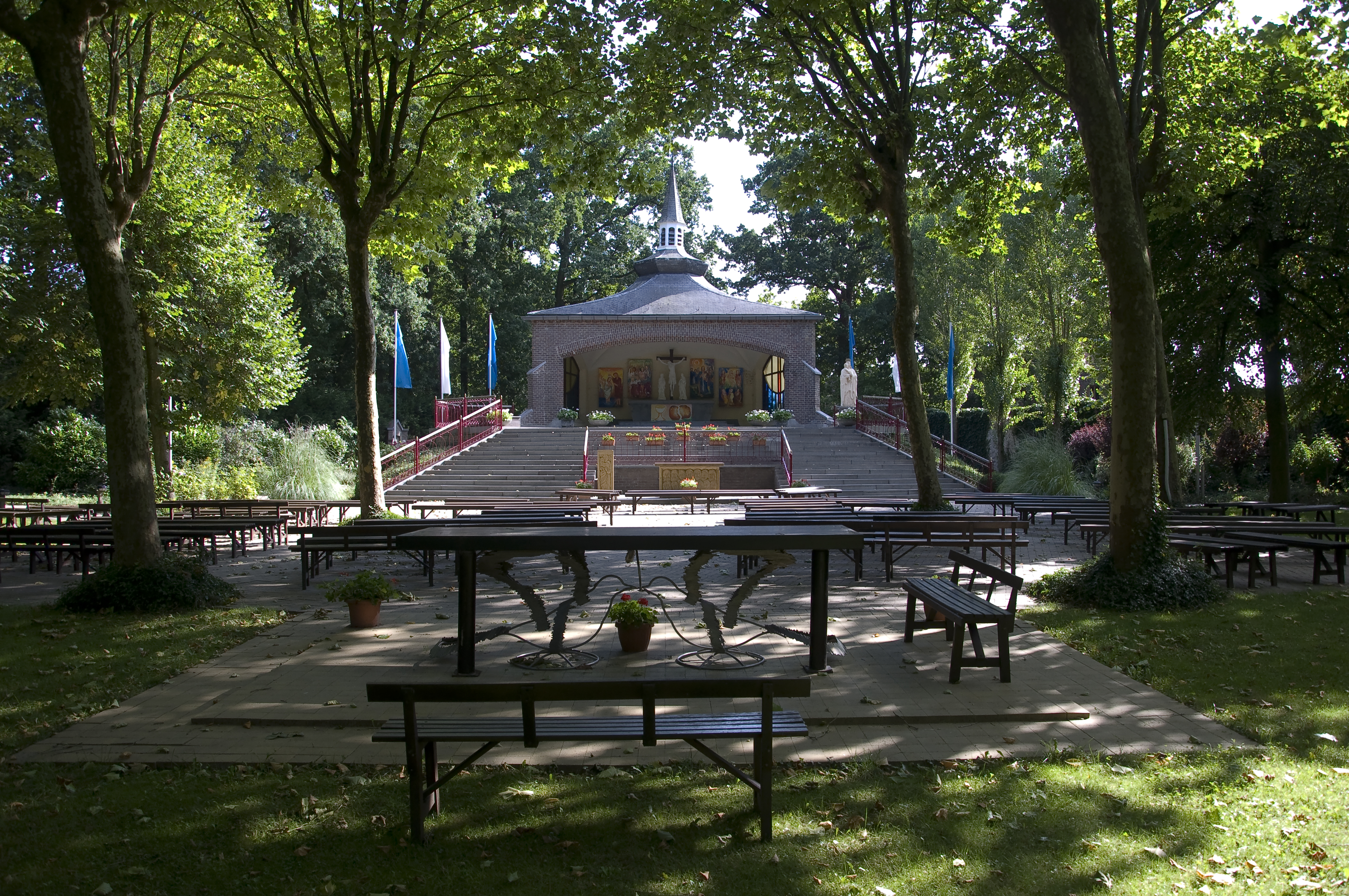
Het rosarium
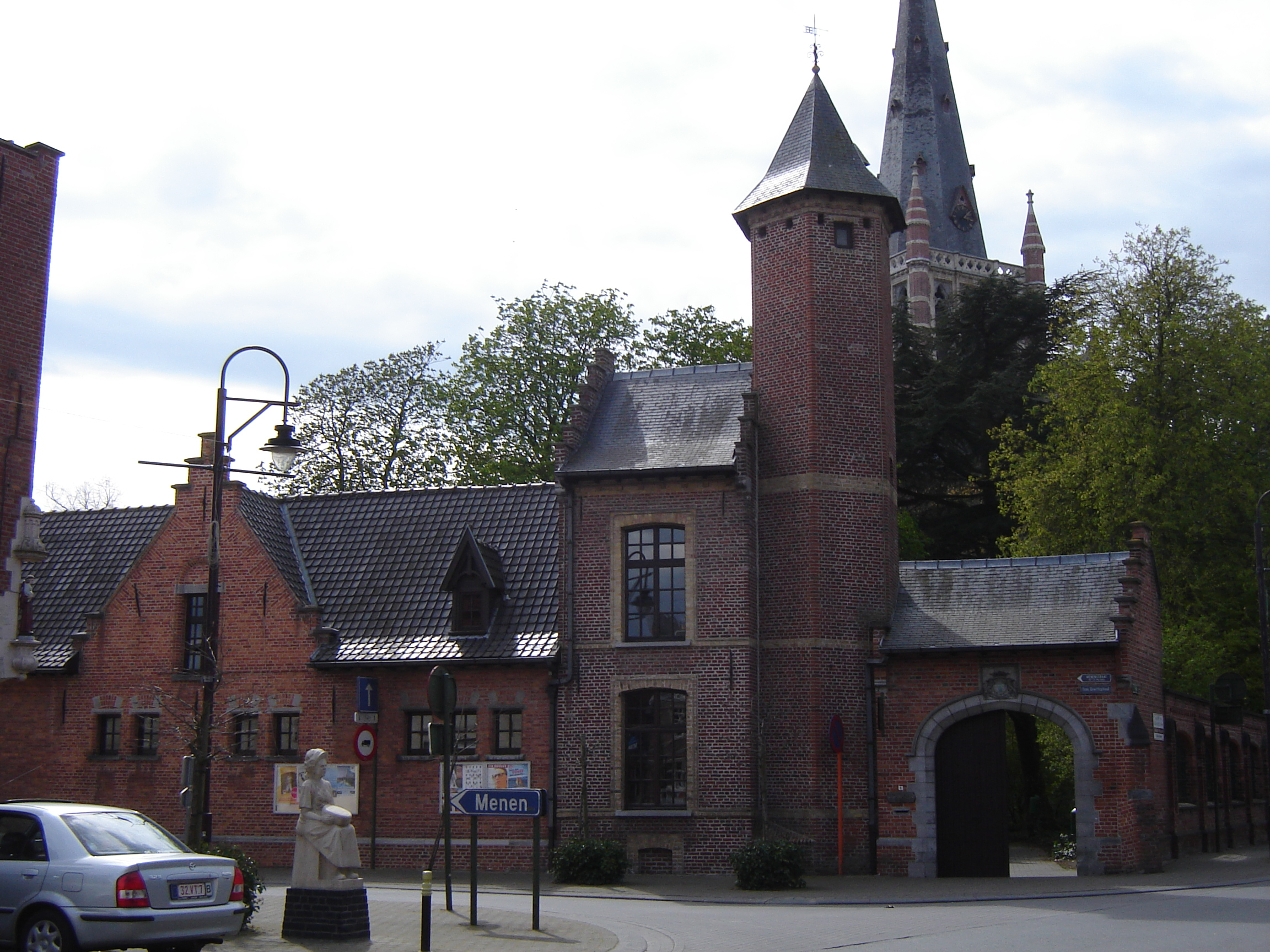
Het Torreke
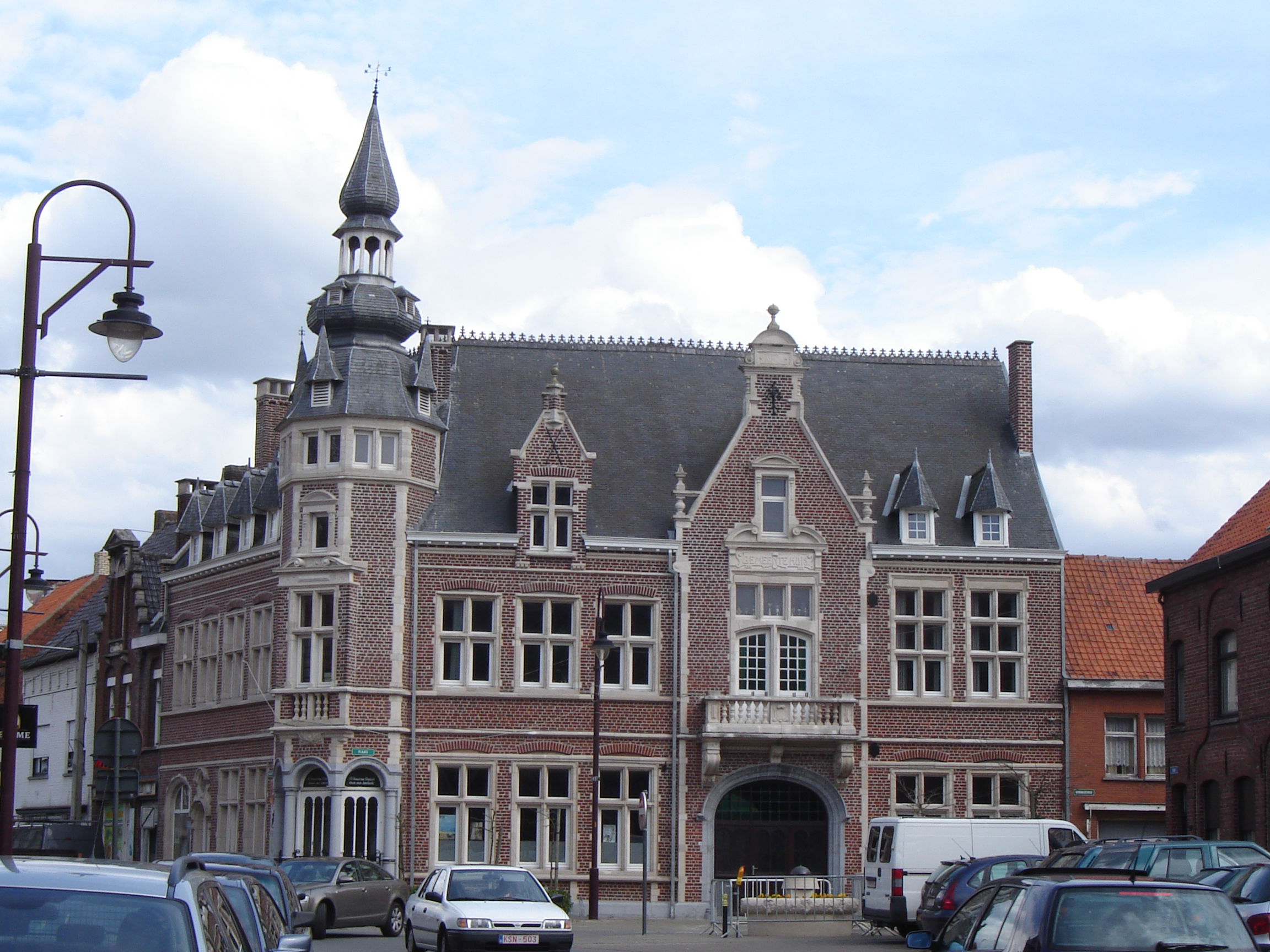
Voormalig gemeentehuis
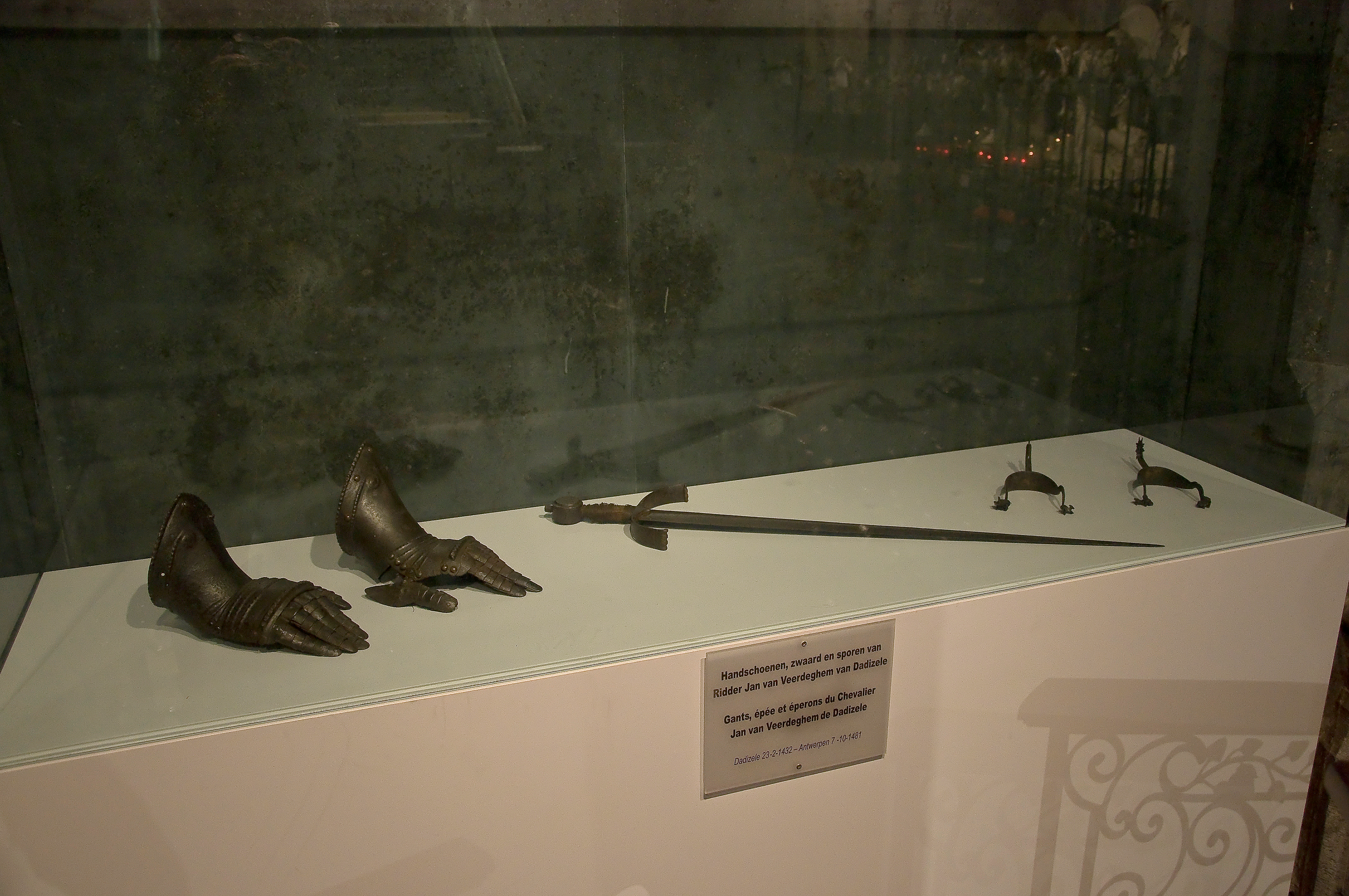
Handschoenen, zwaard en sporen van Jan van Veerdeghem in de crypte van de basiliek
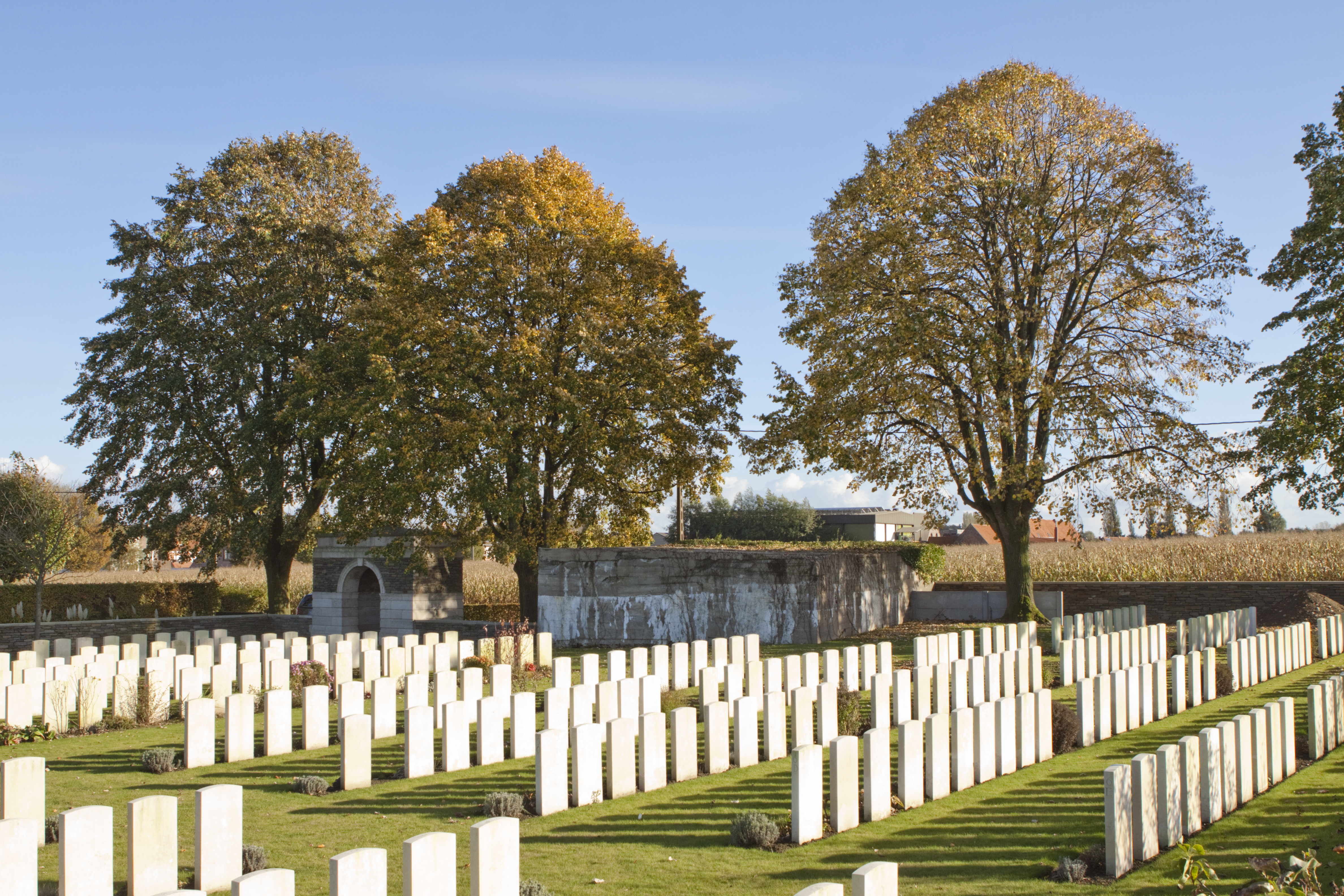
Dadizeele New British Cemetery
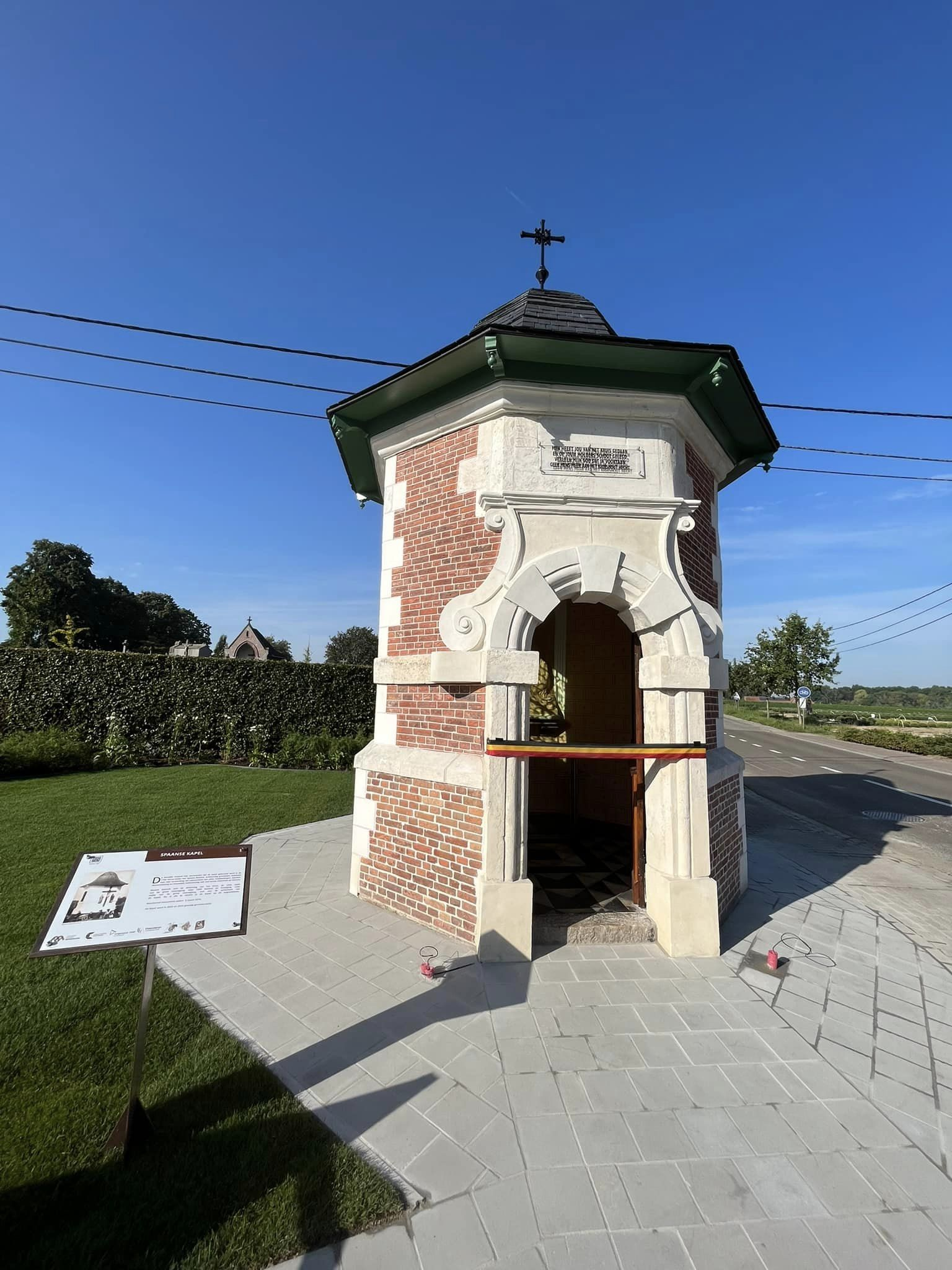
Spaanse kapel
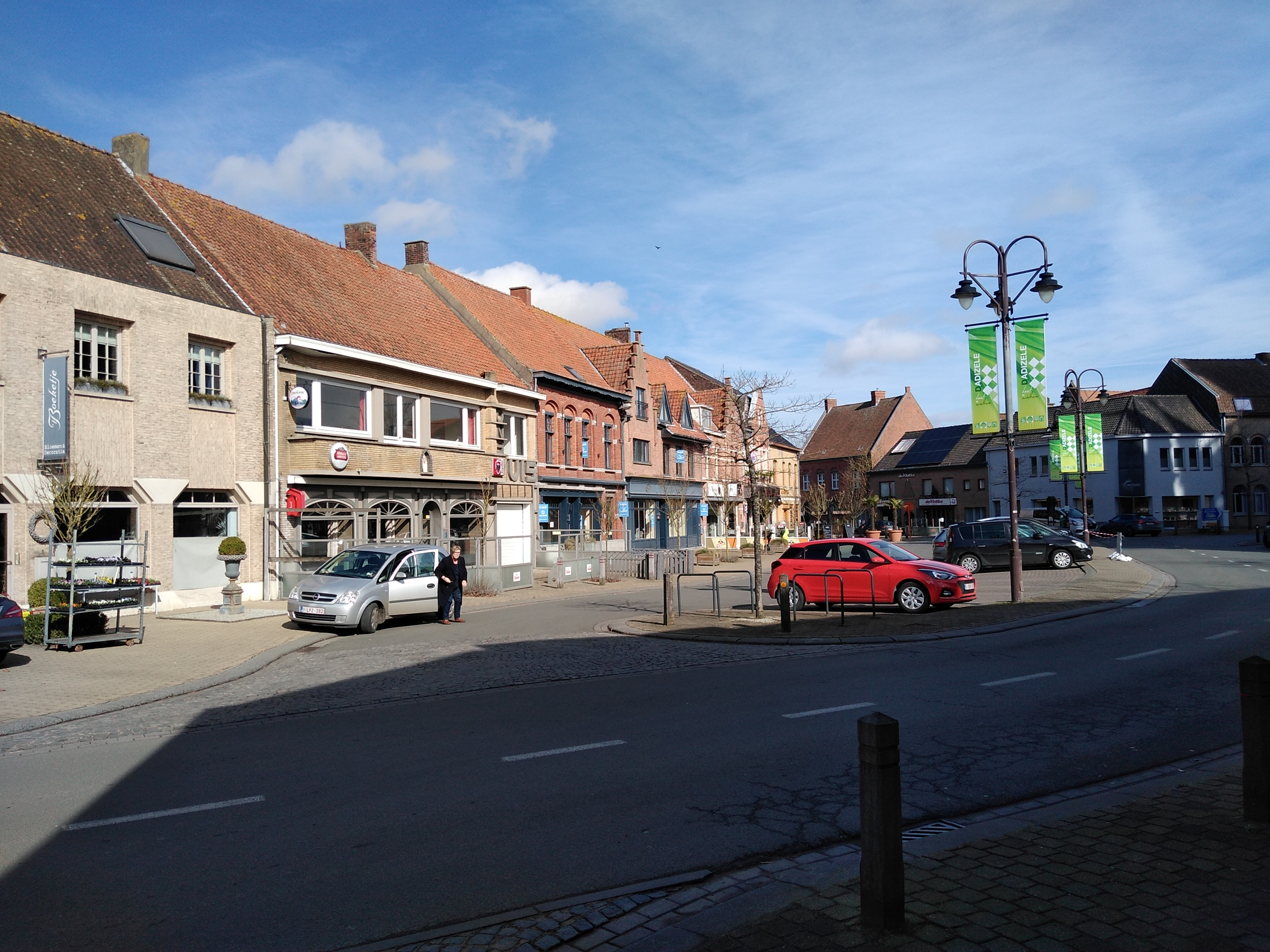
Plaats naast Basiliek
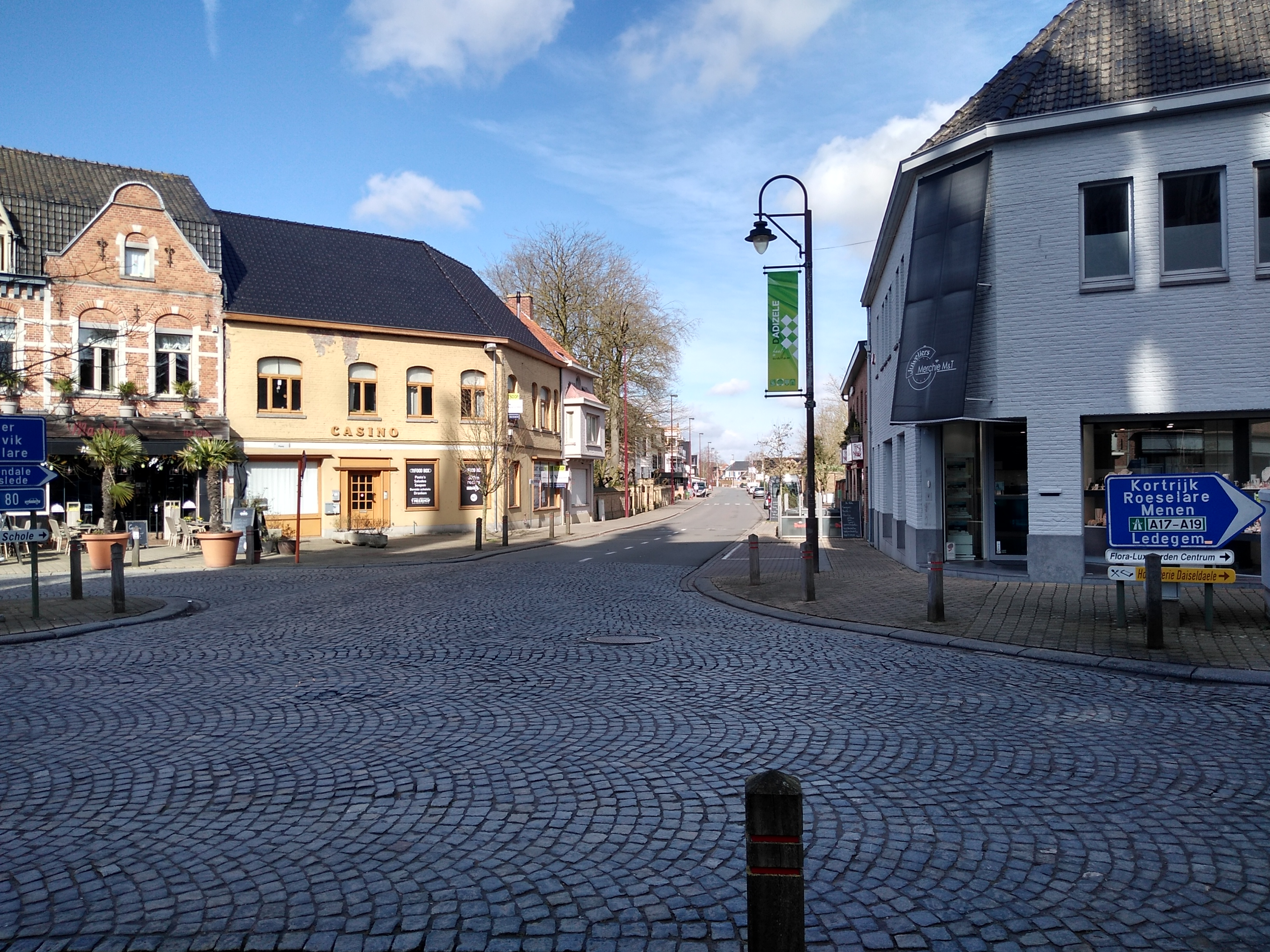
Hoek van Plaats en Moorsledestraat
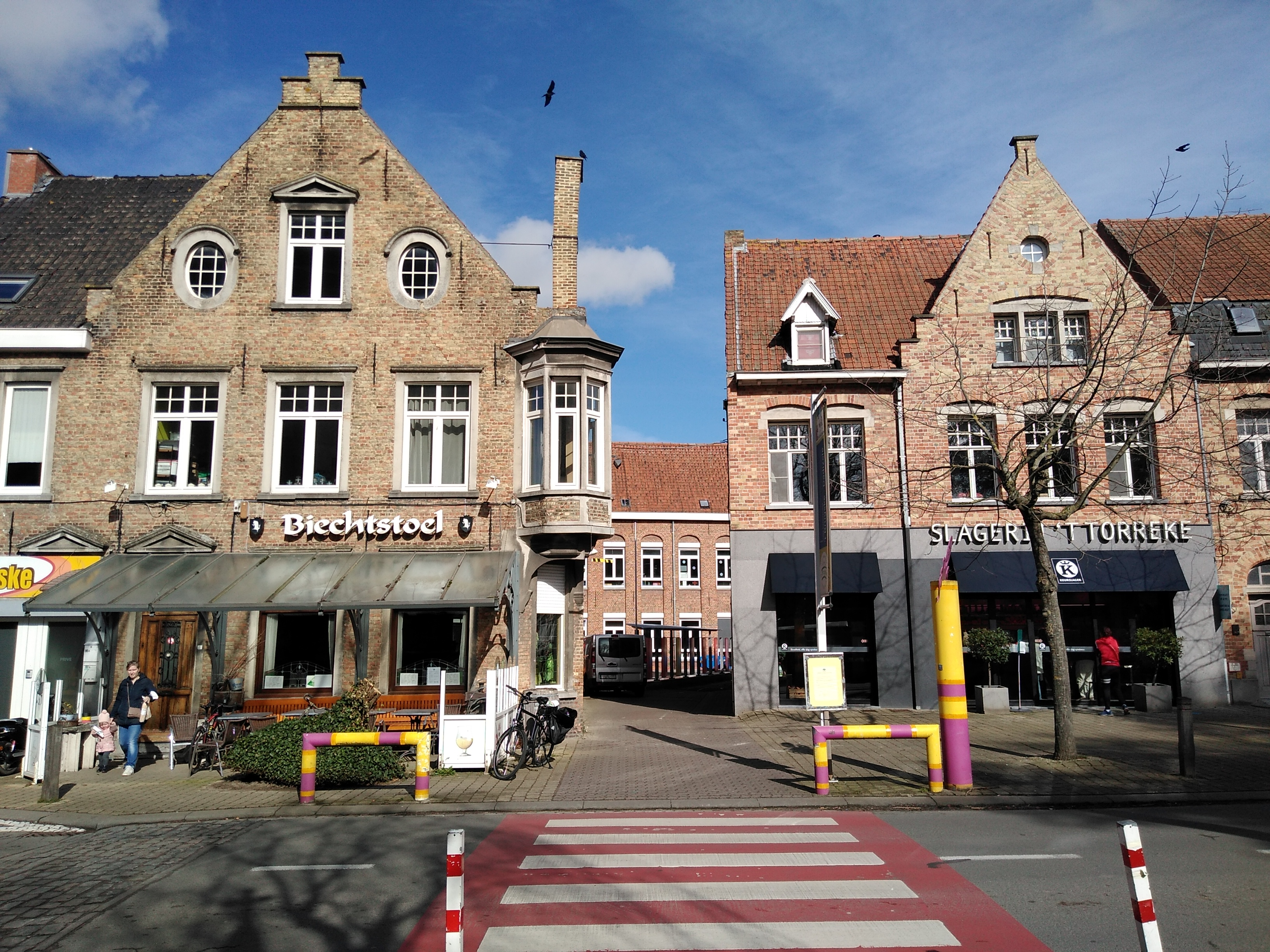
Oude gevels aan Plaats

## Politiek
Dadizele had een eigen gemeentebestuur en burgemeester tot de gemeentelijke fusie in 1977. Burgemeesters waren:
- 1801-1822 : Jacques Holvoet
- 1823-1825 : Petrus Joannes Maddens
- 1825-1833 : Victor Holvoet
- 1833-1843 : Petrus Joannes Maddens
- 1844-1846 : Vitalis Ingelbeen
- 1846-1847 : Fredericus Basyn
- 1847-1854 : Eugenius Dumortier
- 1855-1893 : Amandus Vandermersch
- 1896-1907 : Remi Dewitte

- 1964-1976 : Noël Devos

## Bekende inwoners
- Gille van Dadizele (1420-1506), abdis
- Jan van Dadizele (1432-1481), ridder
- Jan Andries vander Mersch (1734-1792), spilfiguur in de Brabantse Omwenteling
- Julien Vervaecke (1899-1940), wielrenner
- Camille Seynhaeve (1900-1967), Belgisch senator
- Félicien Vervaecke (1907-1986), wielrenner
- Jens Debusschere (1989), wielrenner

## Nabijgelegen kernen
Slypskapelle, Ledegem, Geluwe, Beselare